# Deir Ali
Deir Ali (tiếng Ả Rập: دير علي) là một thị trấn nhỏ ở miền nam Syria, một phần hành chính của Tỉnh bang Dimashq. Theo Cục Thống kê Trung ương Syria, Deir Ali có dân số 4.368 trong cuộc điều tra dân số năm 2004. Cư dân của nó chủ yếu là thành viên của cộng đồng Druze.
Đường ống khí đốt Arab đi qua khu vực và cung cấp khí đốt cho một nhà máy điện hiện đại (ước tính trị giá 250 triệu euro) trong thị trấn; ngã ba đường ống tại nhà máy điện nối các lưới điện của Ai Cập, Syria và Jordan.
Thị trấn trong lịch sử là một ngôi làng được gọi là Lebaba và chứa các di tích khảo cổ của một nhà thờ Marcionite. Chúng bao gồm một dòng chữ có niên đại lên tới năm CE CE, là tài liệu tham khảo được ghi chép lâu đời nhất còn tồn tại, ở bất cứ đâu, cho Jesus:
Nhà hội họp của những người theo thuyết Marcion, ở làng Lebaba, của Chúa và Cứu Giêsu, Người tốt lành - Được tạo ra bởi sự tiên đoán của Paul, một vị chủ tế, vào năm 630 Seleucid 